# Lasse Johnson

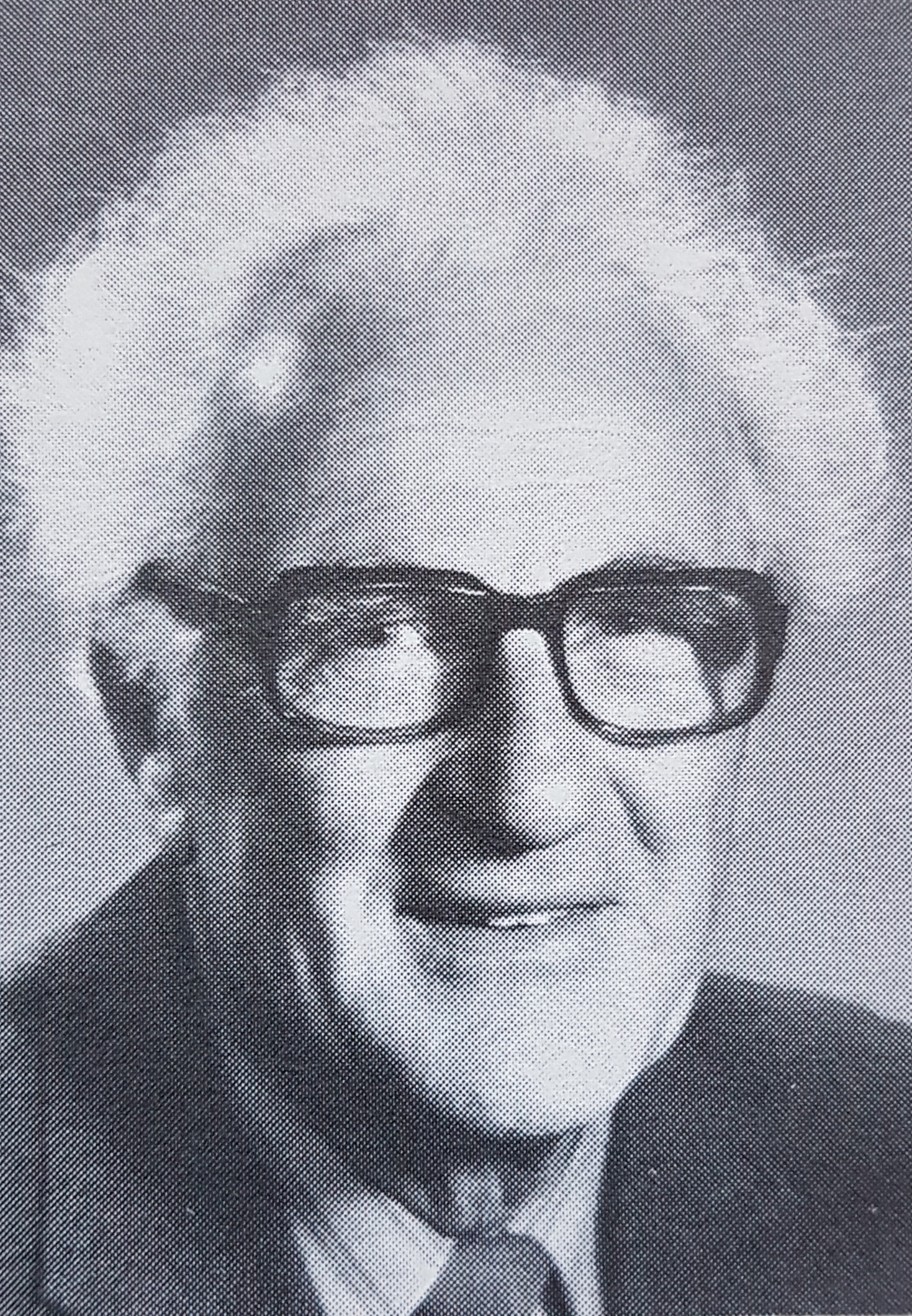
Lasse Johnson

Lars (Lasse) Sebasthian Johnson, född 12 juli 1899 i Norra Råda. Värmland, död 5 oktober 1992 i Sankt Ibbs församling i Landskrona, var en svensk målare och tecknare.
Han var son till folkskolläraren Lars Nicolaus Johnson och Mia Elisabeth Nilsson, han gifte sig 1935 med Maud Wuilleumjer.
Johnson studerade vid Caleb Althins målarskola i Stockholm 1918–1919 och vid Konsthögskolan 1920–1924. Därefter företog han studieresor till ett flertal europeiska länder. Han debuterade i Karlstad 1920 och har haft separatutställningar i Oslo 1924, på Lilla utställningen i Stockholm 1926, på Gummesons konsthall 1930, Konstnärshuset i Stockholm 1933, 1936, 1940 och 1943 på Värmlands museum 1936 och 1954, samt en retrospektiv utställning på Konstakademin 1948. Han har deltagit i samlingsutställningar med Värmlands konstförening sedan 1931, Sveriges allmänna konstförening sedan 1932 Svenska konstnärernas förening 1943 och 1946, Nordiska konstförbundet i Köpenhamn 1949, Fem år svensk konst på Liljevalchs 1946, Samtida värmländsk konst på Värmlands nation i Uppsala 1949 samt i de svenska utställningarna på Island 1937 och i Oslo 1950 med flera utställningar runt om i Sverige. Tillsammans med Gustaf Carlström ställde han ut i Göteborgs konsthall 1940.
Hans konst består av naketbilder, landskap, porträtt och interiörer. 
Johnson är representerad på Nationalmuseum, Statens historiska museum, Värmlands museum, Östersunds museum, Borås konstmuseum, Norrköpings konstmuseum, Svenska statens porträttsamling på Gripsholms slott samt Uppsala universitets konstsamling.